# Loddon Shire
Loddon Shire is een Local Government Area (LGA) in Australië in de staat Victoria. Loddon Shire telt 8.351 inwoners. De hoofdplaats is Wedderburn.